# Mayfield (Kentucky)
Mayfield is een plaats (city) in de Amerikaanse staat Kentucky, en valt bestuurlijk gezien onder Graves County.
In 2021 werd de stad zwaar getroffen door tornado's en noodweer.

## Demografie
Bij de volkstelling in 2000 werd het aantal inwoners vastgesteld op 10.349.
In 2006 is het aantal inwoners door het United States Census Bureau geschat op 10.336, een daling van 13 (-0,1%).

## Geografie
Volgens het United States Census Bureau beslaat de plaats een oppervlakte van
17,3 km², geheel bestaande uit land. Mayfield ligt op ongeveer 153 m boven zeeniveau.

## Plaatsen in de nabije omgeving
De onderstaande figuur toont nabijgelegen plaatsen in een straal van 32 km rond Mayfield.

## Geboren
- Dick Vance (1915 - 1985), swingtrompettist en -arrangeur